# Pteraulax eremophila
Pteraulax eremophila är en tvåvingeart som beskrevs av Hesse 1956. Pteraulax eremophila ingår i släktet Pteraulax och familjen svävflugor. Inga underarter finns listade i Catalogue of Life.